# Karl Christoph (Münsterberg)
Karl Christoph von Münsterberg (auch Karl Christoph von Podiebrad; tschechisch Karel Krištof z Minstrberka; * 22. Mai 1545 in Oels; † 17. März 1569 ebenda) war 1565–1569 Herzog von Münsterberg. Zudem war er Graf von Glatz.

## Leben
Karl Christoph entstammte dem Münsterberger Familienzweig des böhmischen Adelsgeschlechts Podiebrad. Seine Eltern waren Johann von Münsterberg und Oels und dessen erste Frau Christina Katharina von Schidlowitz (Kristyna Katarzyna Szydłowiecka; 1519–1556). 
1558 unternahm Karl Christoph eine Bildungsreise durch Europa und hielt sich anschließend am Hof des Kaisers Ferdinand I. auf. Nach dem Tod seines Vaters, der seit 1561 in zweiter Ehe mit Margarete († 1580), einer Tochter des Fürsten Heinrich II. von Braunschweig-Wolfenbüttel verheiratet war, erbte Karl Christoph im Februar 1565 das Herzogtum Münsterberg. Das Herzogtum Oels erbte Karl Christophs Vetter Karl II., das Herzogtum Bernstadt dessen Bruder Heinrich III. Wie sein Vater und dessen Brüder unterstützte Karl Christoph in seinem Herrschaftsbereich die Reformation. 1567 wurde in der Münsterberger Peter-und-Pauls-Kirche der katholische Gottesdienst eingestellt. 
Karl Christoph war nicht verheiratet und starb nach einer kurzen Herrschaft vor nur vier Jahren im Alter von 24 Jahren. Mit ihm endete die Ära des Hauses Podiebrad in Münsterberg, das als erledigtes Lehen an die Krone Böhmen fiel. Die noch lebenden und nachkommenden Mitglieder des Hauses Podiebrad durften den Titel eines Herzogs von Münsterberg bis zu ihrem Aussterben in männlicher Linie 1647 führen.
Zehn Jahre nach Karl Christophs Tod stiftete seine Cousine Barbara von Bieberstein für die Oelser Schlosskirche ein Epitaph aus Marmor, das vermutlich Hans Fleiser, genannt Gruyter, schuf. Es zeigt Herzog Karl Christoph in Ritterrüstung.